# ISO 3166-2:PA
ISO 3166-2:PA è uno standard ISO che definisce i codici geografici delle suddivisioni di Panama; è un sottogruppo dello standard ISO 3166-2.
I codici, assegnati alle 10 province e 4 comarche, sono formati da PA- (sigla ISO 3166-1 alpha-2 dello Stato), seguito da una cifra.

## Codici
| Codice | Suddivisione   | Tipo      |
| ------ | -------------- | --------- |
| PA-1   | Bocas del Toro | provincia |
| PA-2   | Coclé          | provincia |
| PA-3   | Colón          | provincia |
| PA-4   | Chiriquí       | provincia |
| PA-5   | Darién         | provincia |
| PA-6   | Herrera        | provincia |
| PA-7   | Los Santos     | provincia |
| PA-8   | Panama         | provincia |
| PA-9   | Veraguas       | provincia |
| PA-10  | Panama Ovest   | provincia |
| PA-EM  | Emberá-Wounaan | comarca   |
| PA-KY  | Guna Yala      | comarca   |
| PA-NT  | Naso Tjër Di   | comarca   |
| PA-NB  | Ngäbe-Buglé    | comarca   |